# Eclipsa de Soare din 30 aprilie 2022

Hartă animată a eclipsei din 30 aprilie 2022.

Eclipsa de Soare din 30 aprilie 2022 a fost cea de-a 15-a eclipsă parțială din secolul al XXI-lea. O eclipsă de Soare are loc atunci când Luna trece între Pământ și Soare, obturând astfel, total sau parțial, imaginea Soarelui pentru un privitor de pe Pământ.
A fost eclipsa numărul 66 din seria Saros 119 și a avut magnitudinea 0,6389.
S-a produs acum 2 ani, 330 zile.

## Zona de vizibilitate

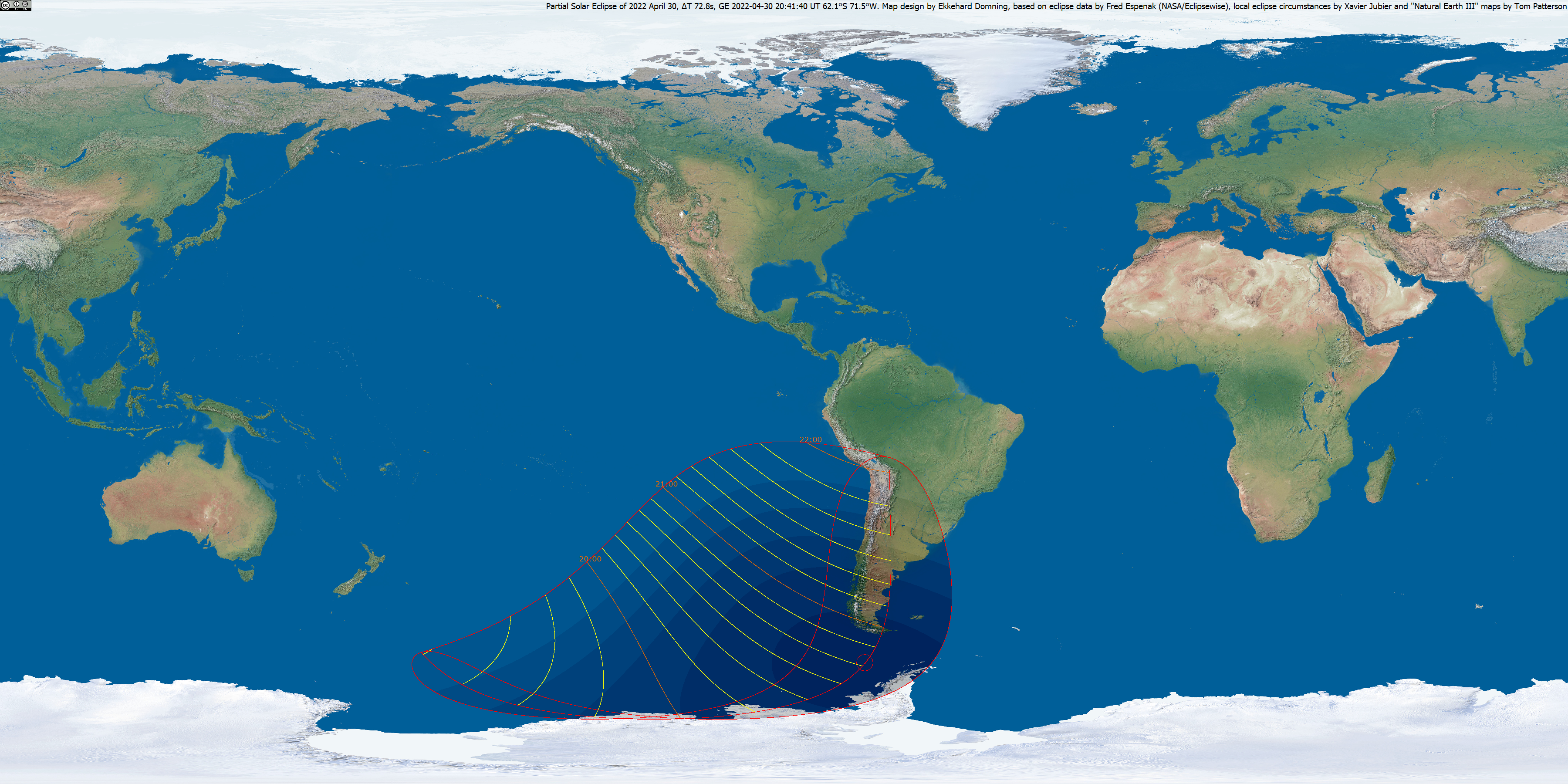
Harta eclipsei de Soare din 30 aprilie 2022

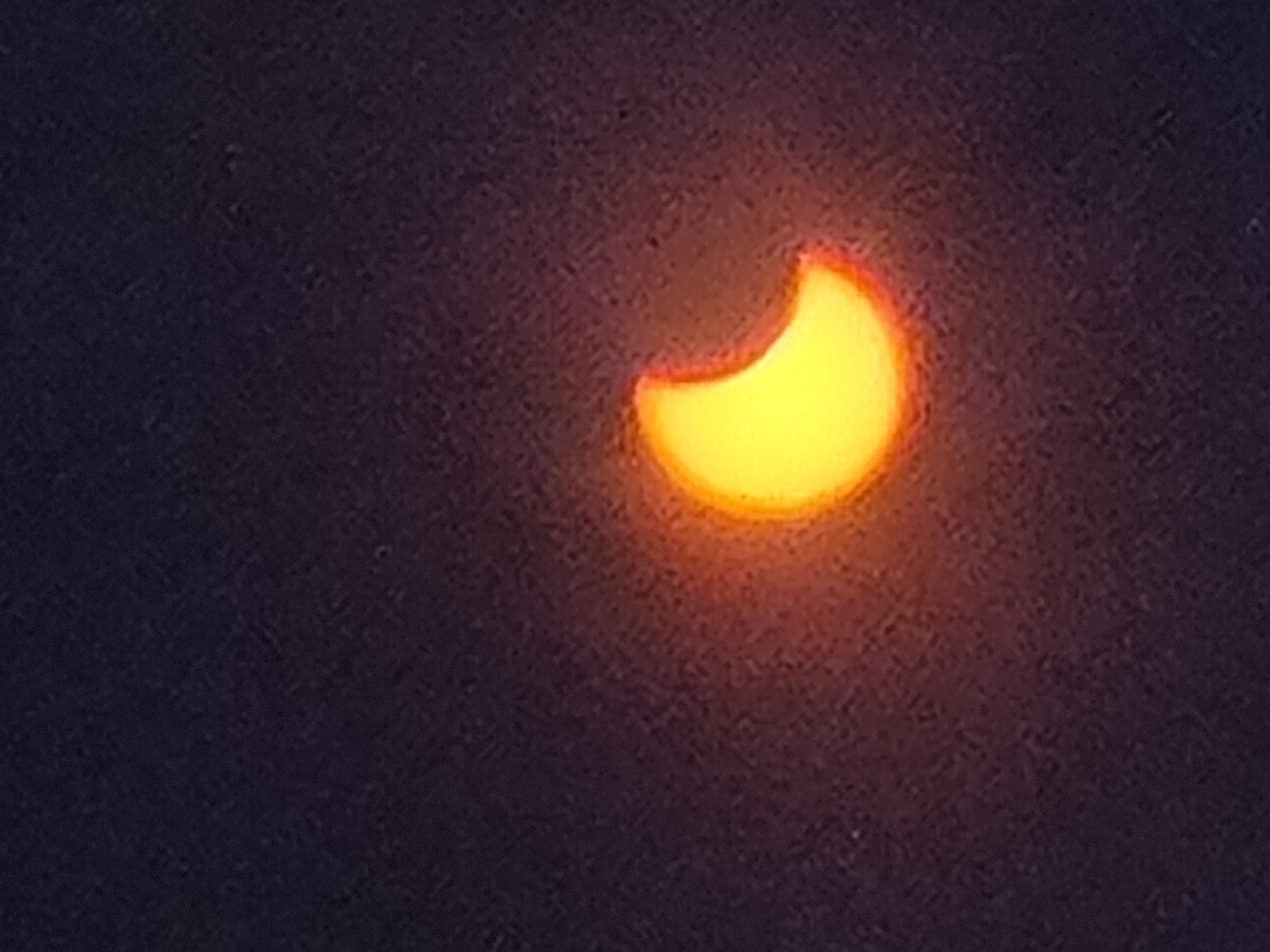
Eclipsa parțială de Soare din 30 aprilie 2022 văzută la Santiago de Chile.

Eclipsa a fost vizibilă din Pacific și din America de Sud.

## Eclipse în anul 2022
- Eclipsa de Soare din 30 aprilie
- Eclipsa totală de Lună din 16 mai.
- Eclipsa parțială de Soare din 25 octombrie.
- Eclipsa totală de Lună din 8 noiembrie.

| Precedată de eclipsa de Soare din 4 decembrie 2021 | Eclipsa de Soare din 30 aprilie 2022 | Urmată de eclipsa de Soare din 25 octombrie 2022 |

## Saros 119
Eclipsa de Soare din 30 aprilie 2022 face parte din ciclul Saros 119, care se repetă la fiecare 18 ani, 11 zile și care conține 71 de evenimente. Seria 119 a început cu eclipsa parțială de Soare din 15 mai 850 d.Hr. Ciclul Saros 119 conține eclipsele totale de Soare din 9 august 994 și 20 august 1012, o eclipsă hibridă din 31 august 1030. Are eclipsele inelare din 10 septembrie 1048 până la 18 martie 1950. Seria se termină la membrul 71 ca un eclipsă parțială din 24 iunie 2112. Cea mai lungă durată a totalității a fost de numai 32 de secunde la 20 august 1012. Cea mai lungă durată a inelarității a fost de 7 minute și 37 de secunde la 1 septembrie 1625. Cea mai lungă durată a hibridității a fost de numai 18 secunde pe 31 august 1030.